# Garrigues (Hérault)
Garrigues è un comune francese di 167 abitanti situato nel dipartimento dell'Hérault nella regione dell'Occitania.

## Storia

### Simboli
Lo stemma è stato creato nel 1992. La quercia spinosa, chiamata garric in francese antico, ha dato il nome al villaggio ed è diffusa sul territorio comunale il cui suolo è rosso per la presenza di ossido di ferro. Il campo dello scudo è d'oro per rappresentare l'abbondanza di sole mentre nel capo tre colline bianche di calcare si stagliano sullo sfondo azzurro come il cielo.

## Società

### Evoluzione demografica
Abitanti censiti